# Bogton Loch
Bogton Loch är en sjö i Storbritannien.   Den ligger i riksdelen Skottland, i den centrala delen av landet, 500 km nordväst om huvudstaden London. Bogton Loch ligger 276 meter över havet.  I omgivningarna runt Bogton Loch växer i huvudsak blandskog.